# بخش چمبا
بخش چمبا (به انگلیسی: Chamba district) یک منطقهٔ مسکونی در هند است که در هیماچال پرادش واقع شده‌است. بخش چمبا ۶٬۵۲۲ کیلومتر مربع مساحت و ۵۱۹٬۰۸۰ نفر جمعیت دارد.